# Jardres
Jardres ist eine französische Gemeinde mit 1.250 Einwohnern (Stand: 1. Januar 2022) im Département Vienne in der Region Nouvelle-Aquitaine; sie gehört zum Arrondissement Poitiers und zum Kanton Chasseneuil-du-Poitou (bis 2015: Kanton Saint-Julien-l’Ars).

## Geographie
Jardres liegt etwa 14 Kilometer ostnordöstlich von Poitiers. Umgeben wird Jardres von den Nachbargemeinden Lavoux im Norden und Nordwesten, Bonnes im Nordosten, Chauvigny im Osten, Pouillé im Süden sowie Saint-Julien-l’Ars im Westen.

## Bevölkerungsentwicklung
| Jahr                      | 1962 | 1968 | 1975 | 1982 | 1990 | 1999 | 2006 | 2013 |
| Einwohner                 | 572  | 580  | 581  | 715  | 831  | 906  | 1042 | 1253 |
| Quelle: Cassini und INSEE |      |      |      |      |      |      |      |      |

## Sehenswürdigkeiten

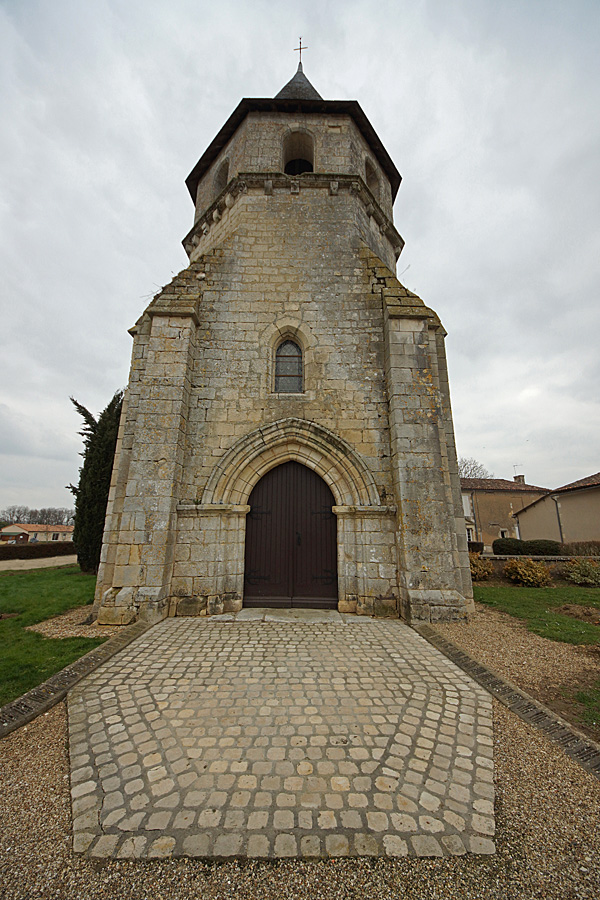
Kirche Saint-Hilaire

- Kirche Saint-Hilaire aus dem 12. Jahrhundert

## Persönlichkeiten
- Maurice Fombeure (1906–1981), Schriftsteller